# Dennis Loline

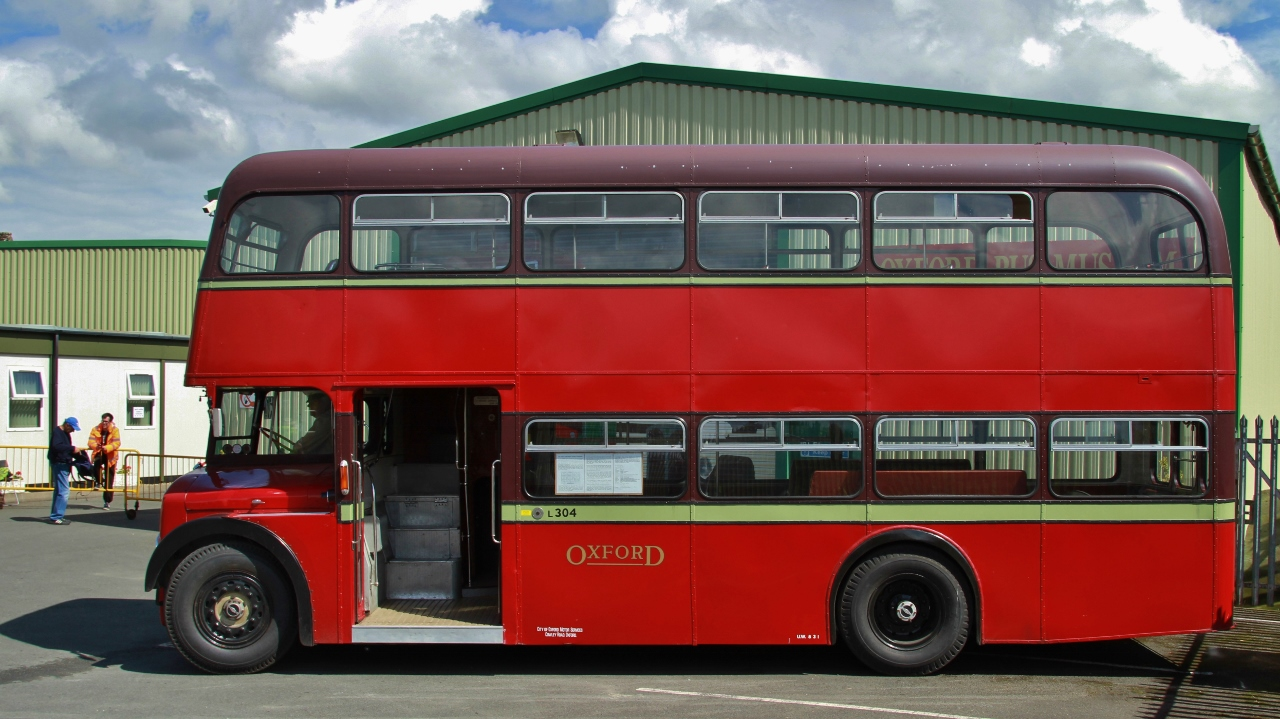
Dennis Loline II

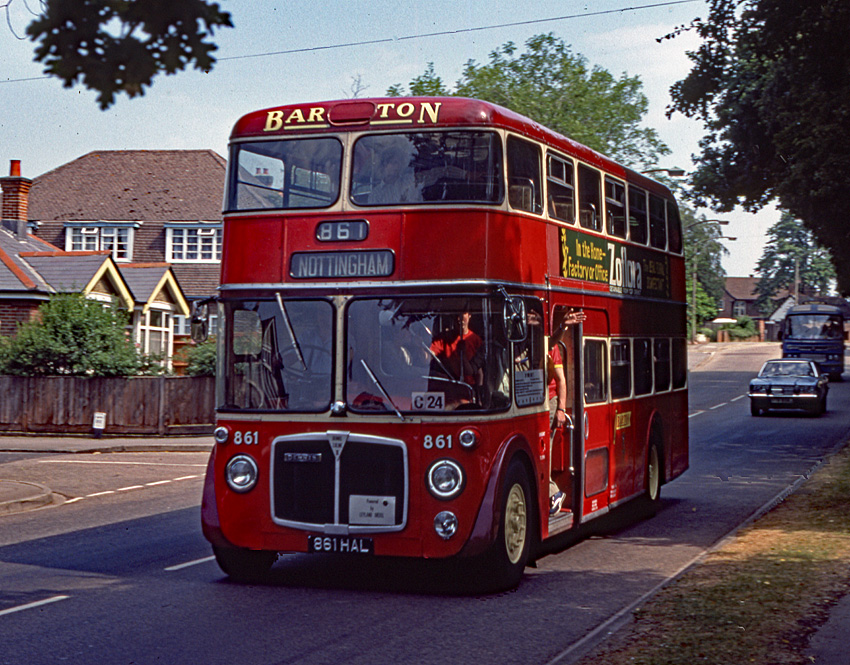
Dennis Loline II

Dennis Loline — двухэтажный автобус особо большой вместимости производства Dennis Specialist Vehicles, предназначенный для эксплуатации в странах с левосторонним движением.

## История
Впервые модель была представлена в 1958 году. Представляет собой лицензионный клон автобуса Bristol Lodekka. Модификации — Loline I (вход сзади), Loline II (вход спереди) и Loline III (с механической трансмиссией и видоизменённой радиаторной решёткой).
В 1961 году компания Barton Transport заказала автобус на шасси Dennis Loline с кузовом lowbridge. Регистрационный номер — 861. Также автобусы эксплуатировались в Гонконге и Гэмпшире.
Производство планировалось завершить в 1962 году, однако оно было продлено до 1966 года.